# La diosa impura
La diosa impura és una pel·lícula filmada en colors coproducció mexicana-argentina dirigida per Armando Bó segons el seu propi guió escrit en col·laboració amb Alfredo Ruanova sobre l'argument d'aquest, que es va estrenar el 20 d'agost de 1963 i que va tenir com a protagonistes a Isabel Sarli, Julio Alemán, Mario Lozano, Víctor Junco i Armando Bó. Adelco Lanza va tenir al seu càrrec la coreografia. Va ser filmada a l'Argentina i a Mèxic.

## Sinopsi
Laura, la dona d'un delinqüent implicat en un robatori, vola de l'Argentina a Mèxic, on rep la protecció d'un pintor. Coneix al germà d'aquest i s'enamora d'ell, però el lladre arriba des de Buenos Aires.

## Repartiment
- Isabel Sarli …Laura
- Julio Alemán …Julio Molina Vargas
- Mario Lozano …Martín
- Víctor Junco …Pedro Molina Vargas
- Armando Bó …Reynoso
- Mario Casado …Còmplice de Martín
- Grecy Gaguine
- Miguel Gómez Checa
- Armando Velazco …
- José Pardabé …
- Aliza Kashi …Cantant
- Edmundo Rivero
- Roberto Grela
- Domingo Federico
- Enrique Mario Francini
- Armando Pontier

## Comentaris
La nota de La Prensa signada com M.L. deia: 
| « | ”Ja apareixerà Pedro, un estrany pintor asteca que porta a Isabel a la seva casa per a utilitzar-la –entre altres coses- com a model i la farà posar totalment nua a un divà, mentre l'asteca per a inspirar-se, pren whisky i menja fongs al·lucinògens com si fossin pastilles de menta.” | » |

Manrupe i Portela escriuen:
| « | ”D'allò més divertit i exòtic de Bo.” | » |